# De mujer a mujer (canción)
«De mujer a mujer» es una balada interpretada por la cantante española Marta Sánchez. Fue extraída como el cuarto sencillo de su álbum debut Mujer. La canción fue producida por Ralf Stemmann y Christian de Walden y estrenada en 1994, como el segundo corte de la cantante, después del tema musical “Desesperada”.

## Contenido
Con este tema musical, Marta hace conocer sobre los temores y humillaciones de las mujeres que atraviesan, provocadas todavía dentro de ciertas sociedades machistas. Pues la canción llama a la reflexión de como hacer valorar la dignidad a favor de los derechos de la mujer, como promover el respeto y no la discriminación sexista donde se genera aún los maltratos físicos y psicológicos. También una parte de la canción refleja algo del homosexualismo femenino como el lesbianismo, donde predomina todavía la homofobia, ya que muchas mujeres lesbianas al igual que los hombres homosexuales, los gais, también sufren de discriminación y ciertos maltratos. Por lo cual también por esa parte, es promover la valentía de la mujer sin importar la orientación sexual.
- Datos: Q5800777